# الحجلة (صنعاء)

تعديل مصدري - تعديل

الحجلة هي إحدى قرى الجمهورية اليمنية. وهي تتبع جغرافيًا لمحافظة صنعاء. وإداريًا لمديرية جحانة. يبلغ تعداد سكانها 2322 نسمة حسب الإحصاء الذي جرى عام 2004.